# José María Amorrortu
José María Amorrortu Prieto (nascut el 22 de juliol de 1953) és un antic futbolista basc, que jugava com a davanter i posteriorment ha fet d'entrenador de futbol.

## Carrera de jugador
Nascut a Bilbao, Biscaia, Amorrortu va fitxar amb l'Athletic Club l'estiu de 1973 procedent del veí aficionat CD Getxo. Va passar cinc temporades a la primera divisió amb l'antic club, debutant el 2 de setembre de 1973 en una derrota per 2-1 fora de casa contra l'RC Celta de Vigo. Va sumar 11 aparicions en el subcampió de l'edició 1976-77 de la Copa de la UEFA, en una victòria a casa per 2-1 contra la Juventus FC al partit de tornada de la final.
Després de només 13 partits a la campanya 1977–78, Amorrortu va signar amb el Real Saragossa també a la màxima divisió. Va marcar deu gols, el millor de la seva carrera (a nivell professional) en el seu primer any, però el seu equip només va poder acabar en la 14a posició; fins a la seva jubilació el 1983, amb només 30 anys, va competir únicament en aquesta categoria.

## Carrera d'entrenador
Amorrortu va començar a treballar com a entrenador immediatament després de retirar-se, va passar la seva primera dècada a Segona Divisió B o inferior i també va treballar a nivell juvenil, sobretot amb l'Athletic Club, on se li va acreditar per portar Fernando Llorente al club. La seva primera temporada a nivell professional va ser la 1994–95, quan va estar al capdavant del Bilbao Athletic a Segona Divisió. A més, va tenir breus períodes com a gerent interí del seu equip sènior el 1995 i el 1996.
Després de deixar l'Athletic, Amorrortu va esdevenir entrenador de la SD Eibar també provinent del País Basc (segona categoria), signant un contracte de dos anys amb la Reial Societat el 3 de juny de 2004 i ser acomiadat a finals de gener de 2006 Des del 2006 fins al 2011 va actuar com a director de l'acadèmia d'l'Atlètic de Madrid abans de tornar al mateix càrrec a l'Athletic de Bilbao, marxant a finals del 2018 quan Aitor Elizegi va ser escollit president i va implementar canvis de personal.
Amorrortu també va ser entrenador de l'equip regional no oficial del País Basc, per al qual també va participar i va marcar com a jugador.

## Palmarès

### Jugador
Athletic de Bilbao
- Subcampió de la Copa del Rei: 1976–77[13]
- Subcampió de la Copa de la UEFA: 1976–77[14]

### Entrenador
Barakaldo
- Tercera Divisió: 1987–88